# Постальвеолярный щёлкающий согласный
Постальвеолярный щёлкающий согласный (также альвеолярный или ретрофлексный; постальвеолярный щелчок; прослушать) — относится к щёлкающим звукам или кликсам, эти звуки встречаются только в койсанских языках и в ритуальном австралийском языке дамин, одного из коренных племён Австралии.
- Передняя смычка: апикальная пост-дентальная
- Способ артикуляции: резкий (~ взрывной)
- Обозначение в русской практической транскрипции (при передаче имён с койсанских языков): къ

| Язык   | Слово   | МФА       | Перевод       |
| ------ | ------- | --------- | ------------- |
| Сесото | ho qoqa | [hoǃɔǃɑ]  | Разговаривать |
| Къхонг | ǃqhàà   | [ǃ͡qʰɑ̀ː]   | Вода          |
| Зулу   | iqaqa   | [iːǃáːǃa] | Хорёк         |